# Ionenfallen-Massenspektrometer
Das Ionenfallen-Massenspektrometer (auch Ion-Trap-Massenspektrometer, IT-Massenspektrometer) ist ein spezieller Typ eines Massenspektrometers, der in Kopplung mit der HPLC, der Gaschromatographie oder auch mit einem hochauflösenden Sektorfeld-Massenspektrometer eingesetzt wird. Im Gegensatz zu einem konventionellen Massenspektrometer, in dem Ionisierung und Massenanalyse kontinuierlich erfolgt, arbeitet die Ionenfalle diskontinuierlich. Daher besteht mit „in-trap Fragmentierung“ die Möglichkeit zu MS-MS-Experimenten oder auch MSn.

## Gerätetypen
Folgende Typen von Ionenfallen-Massenspektrometer existieren:
1. Quadrupol-Ionenfalle (Paul-Falle)
2. Linear trap
3. Fouriertransformations-Ionenzyklotronresonanz (FT-ICR, auch Penning-Falle)

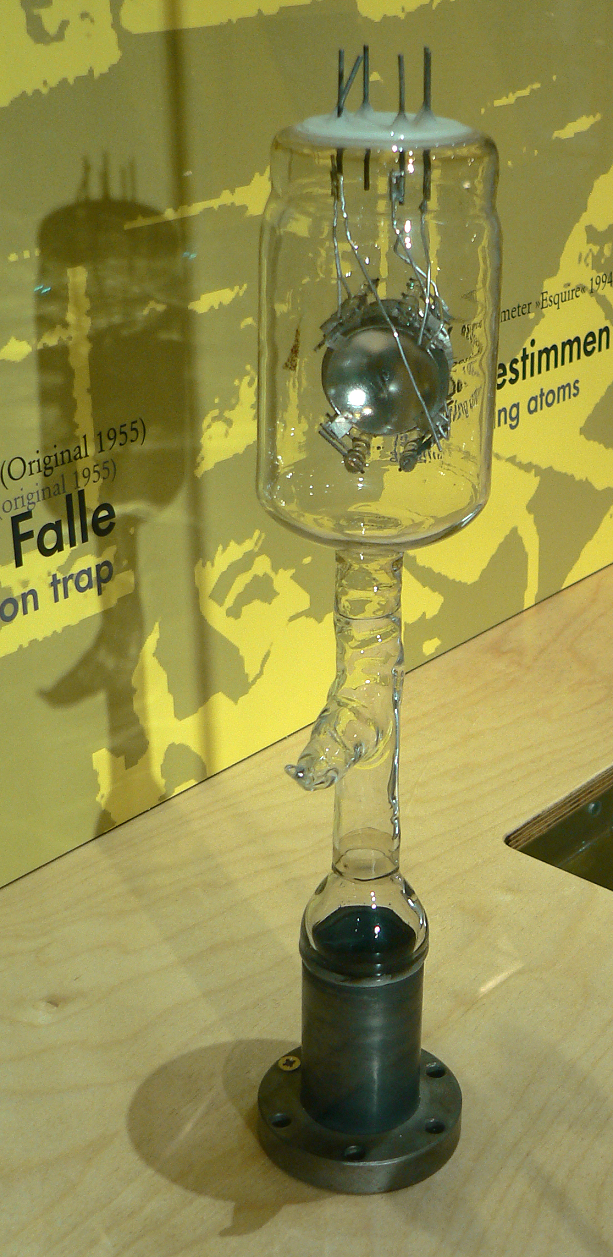
Paul-Falle von 1955 im Deutschen Museum Bonn

4. Orbitrap

### Quadrupol-Ionenfalle

#### Technische Entwicklung
Das Prinzip der Ionenfalle (engl. ion trap, IT) wurde zu Beginn der 1950er Jahre vom deutschen Nobelpreisträger Wolfgang Paul entwickelt und entsprach in der zugrundeliegenden Theorie in etwa der eines Quadrupol-Massenfilters. Im Gegensatz zu einem konventionellen Massenspektrometer (z. B. Quadrupol- oder Sektorfeld-Massenspektrometer), in dem die Ionisierung und Massenanalyse kontinuierlich, aber örtlich getrennt, nämlich in der Ionenquelle und dem Quadrupolfeld bzw. Magnetfeld erfolgt, arbeitet die Ionenfalle diskontinuierlich. Praktisch angewendet in der Analytik wird das Ionenfallen-Konzept allerdings erst, seit George Stafford, ein Mitarbeiter der damaligen MS-Herstellerfirma Finnigan MAT, um das Jahr 1983 einige Verbesserungen vorgenommen hatte. Mit ihnen war es möglich, Massenbereiche von Ionen gleichzeitig in der Ionenfalle zu speichern und gezielt aus der „Trap“ zu entlassen. Zusätzlich fand die Gruppe von Stafford heraus, dass durch Einlassen von Helium bei etwa 10−5 Pa die Massenauflösung eines IT-Massenspektrometers drastisch verbessert wurde.
Ursprünglich wurde für die Erzeugung und Trennung der Ionen der gleiche Raum benutzt. Inzwischen werden auch Geräte mit externer Ionenquelle verwendet. Wird mit Elektronenstoßionisation in der Falle gearbeitet, wechselwirken die Probenmoleküle nach dem Eintritt in die Ionenfalle mit energiereichen Elektronen, wodurch positive Ionen gebildet werden. Die drei Prozesse, die in der Trap ablaufen – Ionisation, Massenanalyse und Detektion – werden in der Regel durch einen als Automatic Gain Control (AGC) bezeichneten Vorgang kontrolliert. Die AGC Scan Function besteht aus einem kurzen Prescan und der eigentlichen Messung. Die AGC-Software wählt automatisch eine Ionisationszeit. Für niedrige Konzentrationen, wie z. B. die Basislinie oder kleine GC-Peaks, wird die maximale Ionisationszeit für die eigentliche Ionisation ausgewählt. Wenn die Konzentration des zu analysierenden Stoffes zunimmt, wird die Ionisationszeit automatisch verringert, um eine Überladung der Ionenfalle mit Ionen zu verhindern. Dies führt allerdings bei der Koelution von verschiedenen Verbindungen zu einer Verschlechterung der Nachweisgrenzen für die geringer konzentrierten Verbindungen und macht bei komplexen Stoffgemischen die Quantifizierung im Spurenbereich schwierig.

#### Vor- und Nachteile des Analysatorsystems
Vorteile der Quadrupol-Ionenfalle sind die hohe Nachweisempfindlichkeit im Scan-Modus, die kompakte Bauform des Geräts und vergleichsweise hohe erreichbare Massen. In Ionenfallen-Massenspektrometern ist eine mehrfache Wiederholung von Anregung und Massenselektion möglich, ohne dass ein weiteres Bauteil benötigt wird. Nachteilig sind die vergleichsweise schlechte Linearität der Detektor-Response (auch bei Einsatz der AGC) und damit verbundene Probleme bei der Quantifizierung sowie auftretende Raum-Ladungs-Effekte, die die Massenspektren von denen klassischer Massenspektrometer abweichen lassen.

### Linear trap
Statt in einem 3D-Quadrupolfeld werden die Ionen beim Linear trap in einem 2D-Quadrupolfeld gehalten. Ein zusätzliches Randfeld wird angelegt, um die Ionen in der Falle zu halten. Das 2D-Quadrupolfeld erhöht gegenüber einem 3D-Quadrupolfeld die Speicherkapazität der Ionenfalle und damit auch die Nachweisempfindlichkeit des Massenspektrometers. Diese erhöhte Nachweisempfindlichkeit geht mit erhöhter Datenrate und chromatographischer Auflösung einher.
Neuere chromatographische Verfahren wie Rapid Resolution HPLC oder Nano-HPLC, die eine hohe chromatographische Auflösung benötigen, bedienen sich, falls Ionenfallen eingesetzt werden, daher mehr der 2D-Ionenfallen (wie Thermo Fisher Scientific LXQ, LTQ), z. B. beim Nachweis von Proteinen. Der Linear trap verfügt wie die Pauli-Falle über die Möglichkeit zu MS-MS-Experimenten (auch MSn) mit „in-trap Fragmentierung“.

### Fouriertransformation-Ionenzyklotronresonanz-Massenspektrometrie

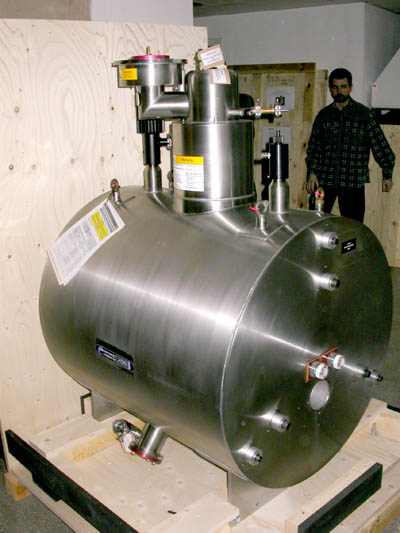
Supraleitender Magnet (7 Tesla) für ein FT-ICR-Massenspektrometer.

Die Fouriertransformations-Ionenzyklotronresonanz-Massenspektrometrie (FT-ICR-MS) basiert auf der 1936 beschriebenen Penning-Falle. In deren Ionenfalle herrscht ein homogenes Magnetfeld, das die Ionen auf Kreisbahnen mit einer massenabhängigen Umlauffrequenz zwingt. Die Ionen werden zunächst mit einem Anregungsimpuls in Phase gebracht. Durch Anlegen eines elektrischen Wechselfeldes senkrecht zum Magnetfeld kann eine Zyklotronresonanz erzeugt werden. Stimmen nämlich Frequenz des eingestrahlten Wechselfeldes und Zyklotron-Kreisfrequenz der Ionenmasse überein, so tritt der Resonanzfall ein und der Zyklotronradius des betreffenden Ions vergrößert sich durch Aufnahme von Energie aus dem Wechselfeld. Diese Änderungen des Zyklotronradius führen zu messbaren Signalen an den Detektorplatten des Massenspektrometers. Um Ionen mit unterschiedlicher Masse zu erfassen, wird das eingestrahlte Wechselfeld variiert und das gemessene Signal fouriertransformiert.
FT-ICR-MS-Geräte erreichen Massenauflösungen, die auch hochauflösende Sektorfeld-Massenspektrometer vor allem bei höheren Massen bis um das Hundertfache übertreffen. Die Auflösung des FT-ICR-MS steigt mit der Kraft und auch der Homogenität des Magnetfeldes. Die eingesetzten Feldstärken liegen bei kommerziellen Geräten bei bis zu 15 Tesla. Dies ist nur durch den Einsatz supraleitender Magnete zu erreichen, was den apparativen Aufwand und den Preis der Geräte stark erhöht. Die Auflösung ist sehr hoch und kann bis zu R = 2.000.000 betragen.

### Orbitrap
Die  jüngste Entwicklung der Ionenfallen-Massenspektrometer ist die von Alexander Alexejewitsch Makarow im Jahr 2000 publizierte Orbitrap-Technologie. In der Ionenfalle der Orbitrap befindet sich eine zentrale, spindelförmige Elektrode. Die Ionen werden radial zu dieser Elektrode in die Orbitrap hineingeschossen und bewegen sich aufgrund der elektrostatischen   Anziehung auf Kreisbahnen (Orbits) um die zentrale Elektrode herum. Da die Ionen nicht in der Mitte der Kammer, sondern dezentral injiziert werden, schwingen sie gleichzeitig entlang der Achse der Zentralelektrode. Die Frequenz dieser Schwingung erzeugt in Detektorplatten Signale, die durch Fouriertransformation in die entsprechenden m/q-Verhältnisse   umgewandelt werden. Das Prinzip ist daher ähnlich zum FT-ICR-MS (siehe oben), funktioniert aber mit einem elektrostatischen Feld statt einem Magnetfeld. Orbitraps kommen daher ohne die aufwendige Kühlung mit flüssigem Helium aus.
Die Massenauflösung  R von Orbitraps ist in der Praxis nur unwesentlich schlechter als die eines FT-ICR-Gerätes mit einem 7-Tesla-Magneten.